# St. Walburg

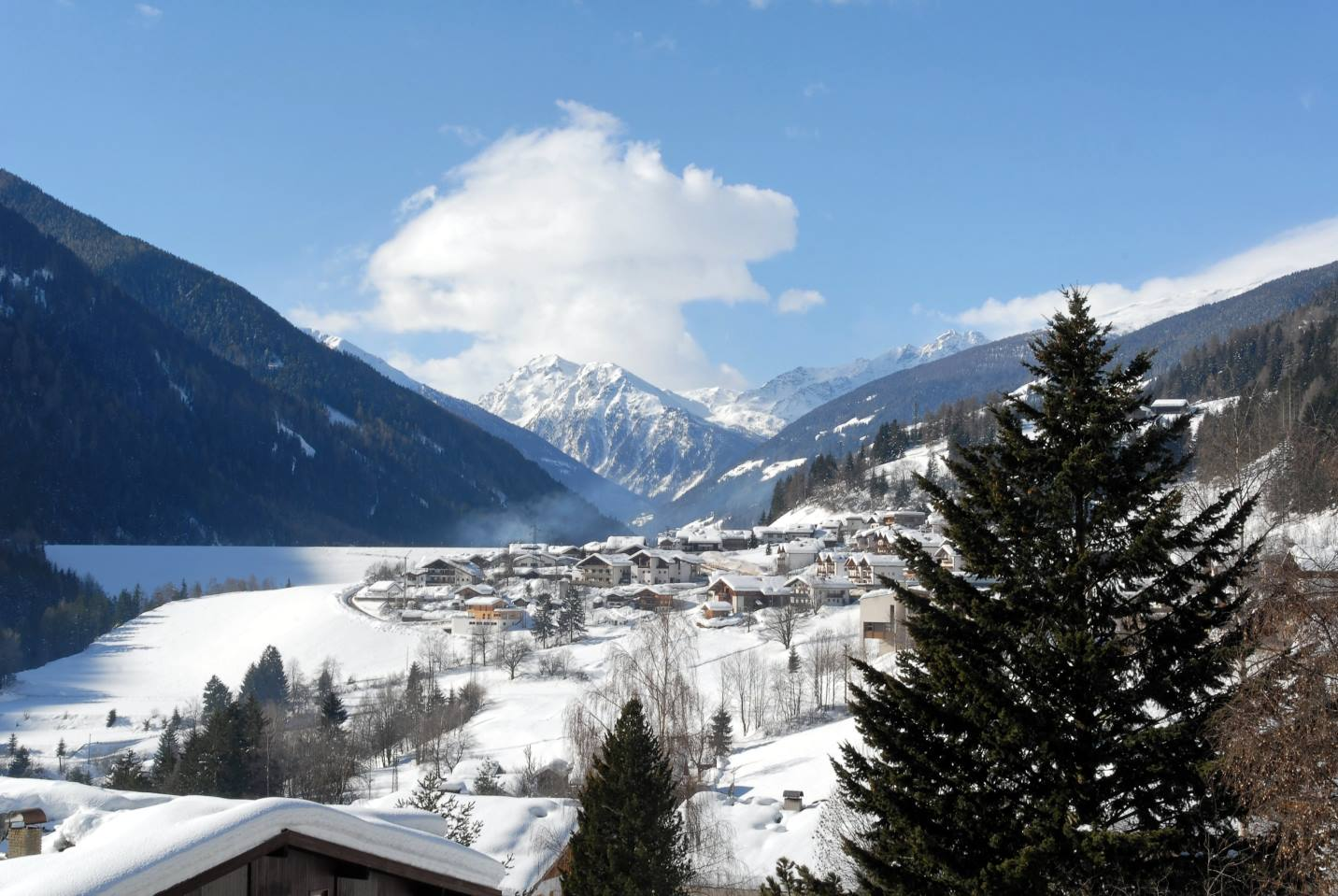
St. Walburg im Winter

St. Walburg (italienisch Santa Valburga) ist der Hauptort der Gemeinde Ulten im mittleren Ultental in Südtirol (Italien). Der Ort ist nach der Patronin der St.-Walburg-Kirche, der heiligen Walburga, benannt; er liegt auf 1190 m s.l.m. und zählt laut Bevölkerungsstatistik 1791 Einwohner (Stand: 31. Dezember 2021).

## Geografie
Das typische Streusiedlungsdorf wächst immer mehr taleinwärts und erstreckt sich heute bis zum (in den 1950er Jahren angelegten) Zoggler-Stausee. Weiter taleinwärts im Südwesten schließt sich, nach dem Stausee, das Nachbardorf Kuppelwies an, in der Gegenrichtung liegt St. Pankraz.
Im Süden erheben sich die Gipfel des Hochwart (2627 m), Schöngrub (2459 m) und Kornigl (2418 m) im Ilmenkamm, dahinter liegt der Ort Proveis am Deutschnonsberg. Im Norden erheben sich der Peilstein (2530 m) und der Hochjoch (2363 m), dahinter erstreckt sich der Gebirgszug des Zufrittkamms.

## Geschichte

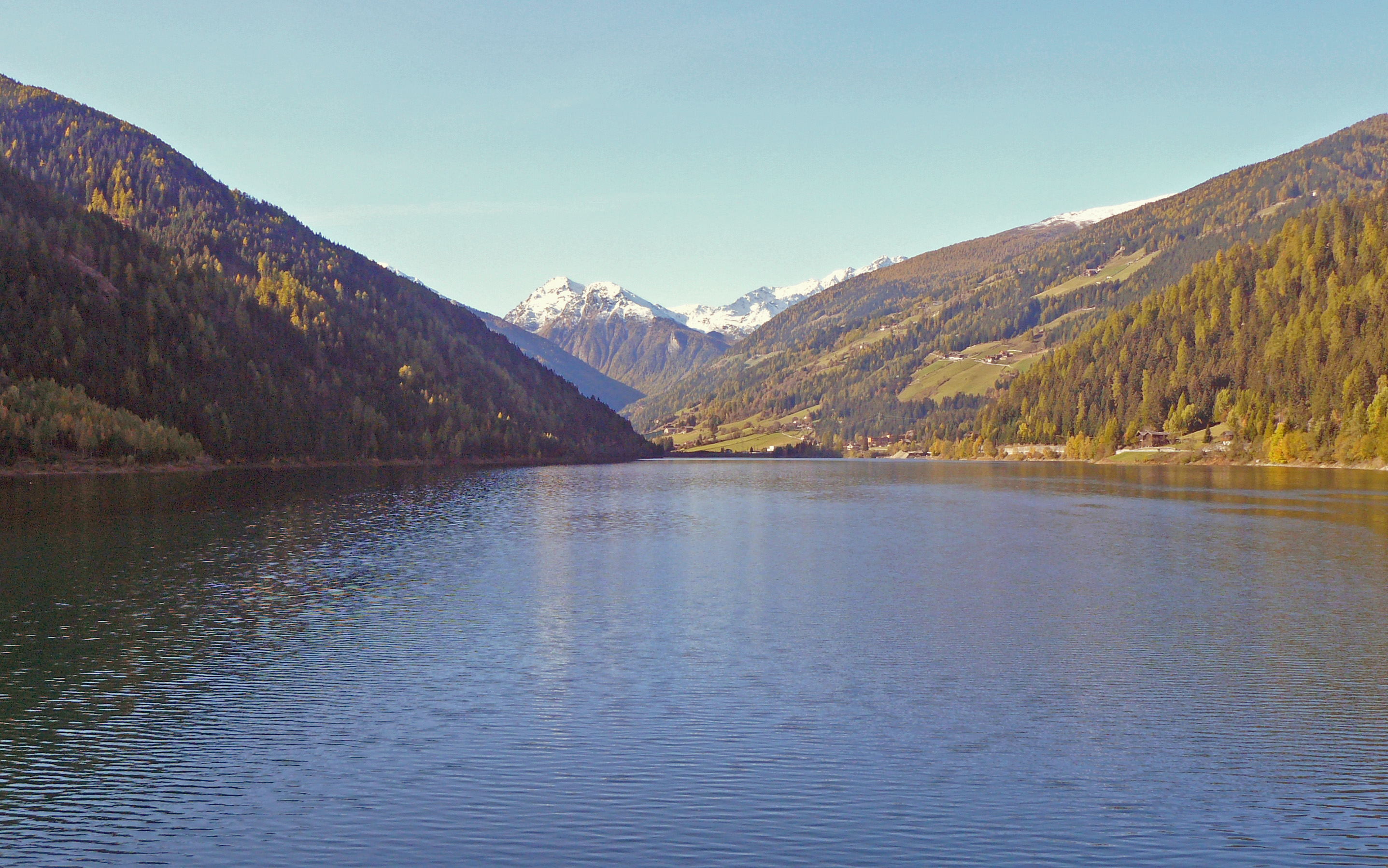
Der Zoggler-Stausee

Bis in die jüngere Vergangenheit ging man davon aus, dass das Ultental in der Ur- und Frühgeschichte nicht besiedelt war. Bei archäologischen Grabungen Ende der 1980er Jahre unterhalb des Kirchhügels von St. Walburg wurden Siedlungsspuren entdeckt, die bis in die Späte Bronzezeit zurückreichen. Die etwa 70 m breite Terrasse wurde bis zur Hallstattzeit als Siedlungsplatz genutzt und anschließend in ein Heiligtum für Brandopfer umgewandelt. In dem 2018 eingeweihten Dokumentationszentrum Culten in St. Walburg wird die Frühgeschichte des Ortes museal aufbearbeitet. Die Verehrung der hl. Walburga, Schwester des hl. Willibald von Eichstätt, war im Mittelalter weit verbreitet. Die Ortschaft entstand um die Kirche, die sich heute noch am Eingang des Dorfes auf einem Hügel erhebt.  

## Wirtschaft
Neben Tourismus und Berglandwirtschaft gibt es in St. Walburg einige Handwerksbetriebe, darunter die Bäckerei Ultner Brot, die seit 1919 besteht. Der Ort verfügt über ein eigenes Heizwerk zur Wärmeversorgung.

## Bildung
In St. Walburg gibt es eine Grundschule und eine Mittelschule für die deutsche Sprachgruppe.

## Sehenswürdigkeiten

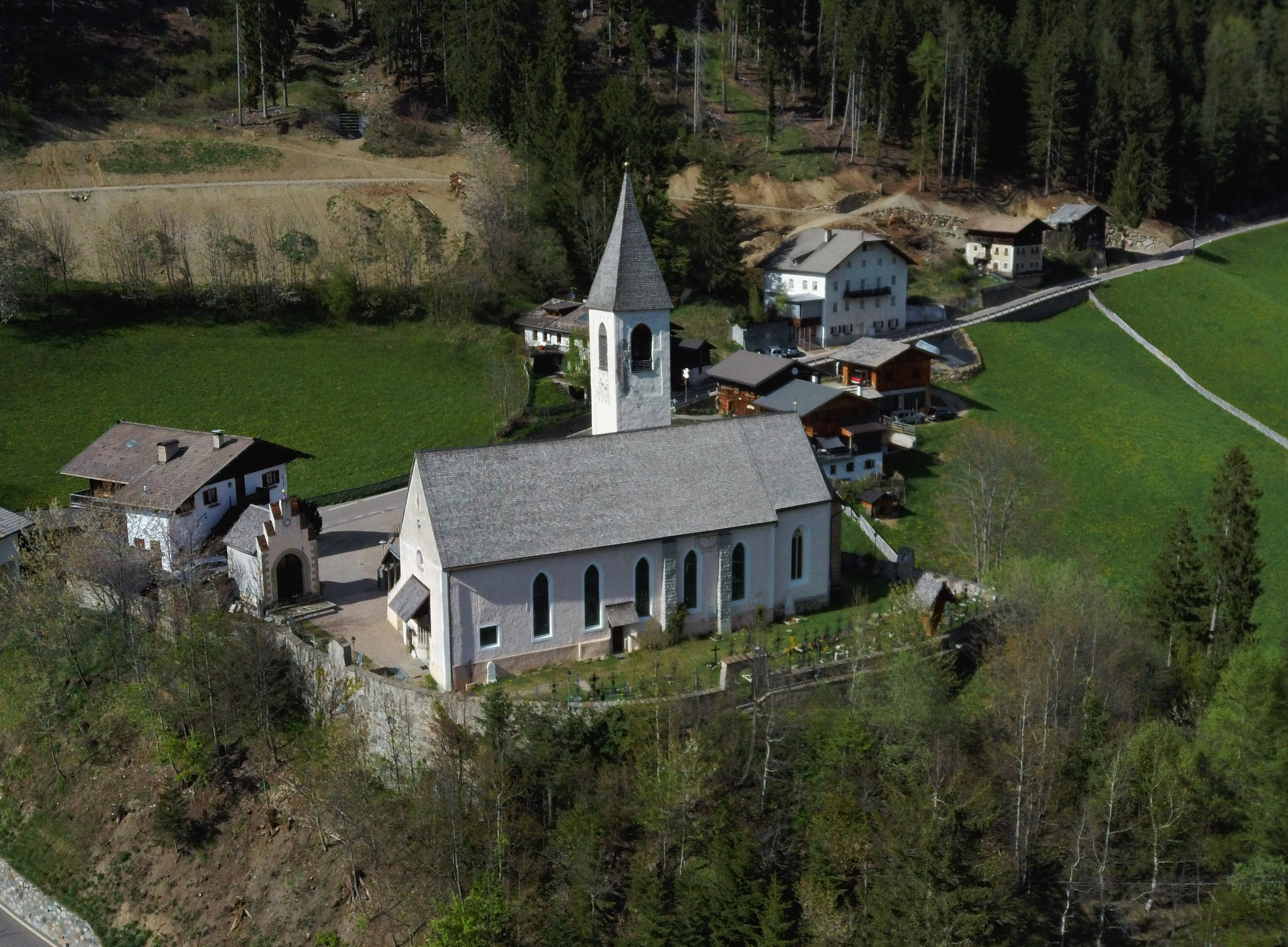
Pfarrkirche St. Walburg

- Die römisch-katholische Pfarrkirche zur hl. Walburga im Ultental ist 1278 in einer Urkunde von Papst Nikolaus III. erstmals erwähnt. Eine weitere urkundliche Erwähnung der Kirche, von der noch der östliche Teil der Langhausmauern und der Turm mit Liseneneinfassung, vier Rundbogenfriesen, Spitzbogenschallfenstern und Viereckhelm stehen, stammt von 1318. Ende des 15. Jahrhunderts wurde der gotische Chor mit Netzrippengewölbe angebaut. Ein Altarbau ist 1505 erwähnt, ein weiterer 1755. Das Altarbild des barocken Hochaltars zeigt die Himmelfahrt der hl. Walburga. Die barocke Kanzel stammt von 1795. Das Langhaus wurde 1843/44 um zwei Joche unter Wiederverwendung des alten Westportals verlängert. 1926 wurde die Kirche gegen Norden hin um ein Seitenschiff erweitert. Fresken im Innern, 1947 von Peter Fellin aus Meran gemalt, zeigen die Salbung Walburgas zur Äbtissin von Heidenheim am Hahnenkamm und die Verteilung von Brot an Arme durch die Heilige. An der Außenfassade ist ein Fresko von Rudolf Stolz (1874–1960; bekannt durch den Totentanz am Sextner Friedhof) von 1927 zu sehen, das den greisen Simeon mit dem Jesuskind zeigt. Die Kirche wurde 1650 zur Kuratie erhoben. 1977 wurde die Kirche durch ein Erdbeben beschädigt und danach mit Granit-Stützsäulen gesichert.